# Masahiro Kanagawa
Pour les articles homonymes, voir Masahiro.
Masahiro Kanagawa (金川 真大, Kanagawa Masahiro), né le 7 mai 1983 et mort le 21 février 2013 par pendaison, est un tueur à la chaîne japonais, auteur du « massacre de Tsuchiura ».

## Personnalité
Masahiro Kanagawa était un otaku. Il avait 24 ans au moment du massacre. Il était réputé pour être une personne gentille.

## Le massacre de Tsuchiura

### Meurtres
Le 19 mars 2008, il tue Yoshikazu Miura (三浦芳一, 72 ans). Le vélo laissé sur place permet à la police de suspecter Masahiro Kanagawa, qui habitait non loin du lieu du meurtre.
Recherché par la police, Masahiro Kanagawa part pour Akihabara, déguisé. Vers 11 heures le 23 mars 2008, Kanagawa, qui était retourné à Tsuchiura, (préfecture d'Ibaraki), poignarde au hasard huit personnes avec une dague près de la gare d'Arakawaoki, dont l'une des victimes, Takahiro Yamagami (山上高広, 27 ans) meurt bien qu'il ait été hospitalisé immédiatement. Un policier fait également partie des victimes. Après le massacre, Masahiro Kanagawa se rend lui-même à une gendarmerie.

### Mauvaise réaction  de la police
1. La police a placé beaucoup de policiers à la gare d'Arakawaoki, mais ne leur avait pas fourni de talkie-walkies.
2. La police n'a pas fourni de photo de Kanagawa à ces policiers.
3. La police n'a pas notifié le renforcement de la surveillance aux personnels de la gare.
4. Un policier du commissariat de quartier fait partie des victimes.
5. La gendarmerie où Kanagawa s'est rendu était une gendarmerie non-habitée[pas clair].

### Le procès
Au cours de l'enquête, Masahiro Kanagawa affirma qu'il avait tué Miura au hasard, parce qu'il s'était juré de tuer n'importe qui.
Le premier procès commença le 1er mai 2009, au tribunal régional de Mito. Kanagawa y a affirmé qu'il avait tué les victimes pour être condamné à la peine de mort,. Il s'est évanoui après qu'il lui fut montré des photos avec les cicatrices de ses victimes, et le procès fut interrompu près de 30 minutes.
Au troisième procès du 3 juin, Kanagawa affirma qu'il pensait comparable de tuer un moustique et tuer une personne. Il ajouta qu'il ne pensait pas le meurtre immoral, comme un lion qui dévore un zèbre ne pense rien.
Le cinquième procès s'ouvre le 3 juillet. Les survivants de la tuerie ont été entendus comme témoins, et réclamèrent l'application de la peine de mort contre Kanagawa ,.
L'analyse psychiatrique menée avant le procès a montré que Kanagawa souffrait d'un trouble de la personnalité, mais qu'il était quand même responsable de ses actes. L'avocat de Kanagawa protesta, et une contre-expertise fut menée pendant le procès, mais qui montra de nouveau que Kanagawa était pénalement responsable. Le médecin responsable de cette évaluation témoigne au sixième jour du procès le 3 septembre. Le procureur questionna le médecin sur la possibilité de soins pour Kanagawa, le praticien retourna une réponse négative.
Au septième jour du procès le 18 septembre, il devint clair que le père de Kanagawa avait pris contact avec les six victimes, et payé dix millions de yens à quatre victimes, deux autres ayant refusé.
Au 13 novembre, le procureur a requis la peine de mort contre Kanagawa, le jugeant incapable de réinsertion.
Le 18 décembre, le tribunal condamne Kanagawa à la peine de mort, et Kanagawa ne fait pas appel. Ce jugement est confirmé le 5 janvier 2010.

### Postérité
Quelques médias appelèrent ce massacre le « Massacre de Ninja Gaiden », parce que Kanagawa portait une tenue du jeu vidéo Ninja Gaiden: Dragon Sword au moment du massacre.
L'auteur du massacre d'Akihabara, Tomohiro Katō, a affirmé lors de l'enquête qu'il avait imité le massacre de Masahiro Kanagawa,. Dans une interview avec Sankei Shimbun, Kanagawa révéla le plaisir qu'il avait eu en apprenant que Kato avait utilisé une dague pour le massacre, voulant l'imiter. Et il envia le fait que Kato ait fait plus de victimes que lui.